# Santa Vitória do Ameixial
Santa Vitória do Ameixial é uma localidade portuguesa do Município de Estremoz que foi sede da extinta Freguesia de Santa Vitória do Ameixial, freguesia que tinha 55,51 km² de área e 362 habitantes (2011), e, por isso, uma densidade populacional de 6,5 hab/km².
A Freguesia de Santa Vitória do Ameixial foi extinta em 2013, no âmbito de uma reforma administrativa nacional, para, em conjunto com a Freguesia de São Bento do Ameixial, formar uma nova freguesia denominada União das Freguesias do Ameixial (Santa Vitória e São Bento) da qual é a sede.
O seu nome deve-se à grande vitória aí alcançada pelas forças portuguesas contra as castelhanas na Batalha do Ameixial durante a Guerra da Restauração.

## População
| População da freguesia de Santa Vitória do Ameixial | População da freguesia de Santa Vitória do Ameixial | População da freguesia de Santa Vitória do Ameixial | População da freguesia de Santa Vitória do Ameixial | População da freguesia de Santa Vitória do Ameixial | População da freguesia de Santa Vitória do Ameixial | População da freguesia de Santa Vitória do Ameixial | População da freguesia de Santa Vitória do Ameixial | População da freguesia de Santa Vitória do Ameixial | População da freguesia de Santa Vitória do Ameixial | População da freguesia de Santa Vitória do Ameixial | População da freguesia de Santa Vitória do Ameixial | População da freguesia de Santa Vitória do Ameixial | População da freguesia de Santa Vitória do Ameixial | População da freguesia de Santa Vitória do Ameixial |
| --------------------------------------------------- | --------------------------------------------------- | --------------------------------------------------- | --------------------------------------------------- | --------------------------------------------------- | --------------------------------------------------- | --------------------------------------------------- | --------------------------------------------------- | --------------------------------------------------- | --------------------------------------------------- | --------------------------------------------------- | --------------------------------------------------- | --------------------------------------------------- | --------------------------------------------------- | --------------------------------------------------- |
| 1864                                                | 1878                                                | 1890                                                | 1900                                                | 1911                                                | 1920                                                | 1930                                                | 1940                                                | 1950                                                | 1960                                                | 1970                                                | 1981                                                | 1991                                                | 2001                                                | 2011                                                |
| 522                                                 | 532                                                 | 609                                                 | 581                                                 | 711                                                 | 661                                                 | 594                                                 | 844                                                 | 882                                                 | 930                                                 | 736                                                 | 654                                                 | 510                                                 | 491                                                 | 362                                                 |

## Património
- Villa lusitano-romana de Santa Vitória do Ameixial ou Villa de Santa Vitória do Ameixial
- Padrão do Ameixial
- Igreja Paroquial de Santa Vitória